# Slobozia Hănești
Slobozia Hănești – wieś w Rumunii, w okręgu Botoszany, w gminie Hănești. W 2011 roku liczyła 86 mieszkańców.